# Meteor (Brauerei)

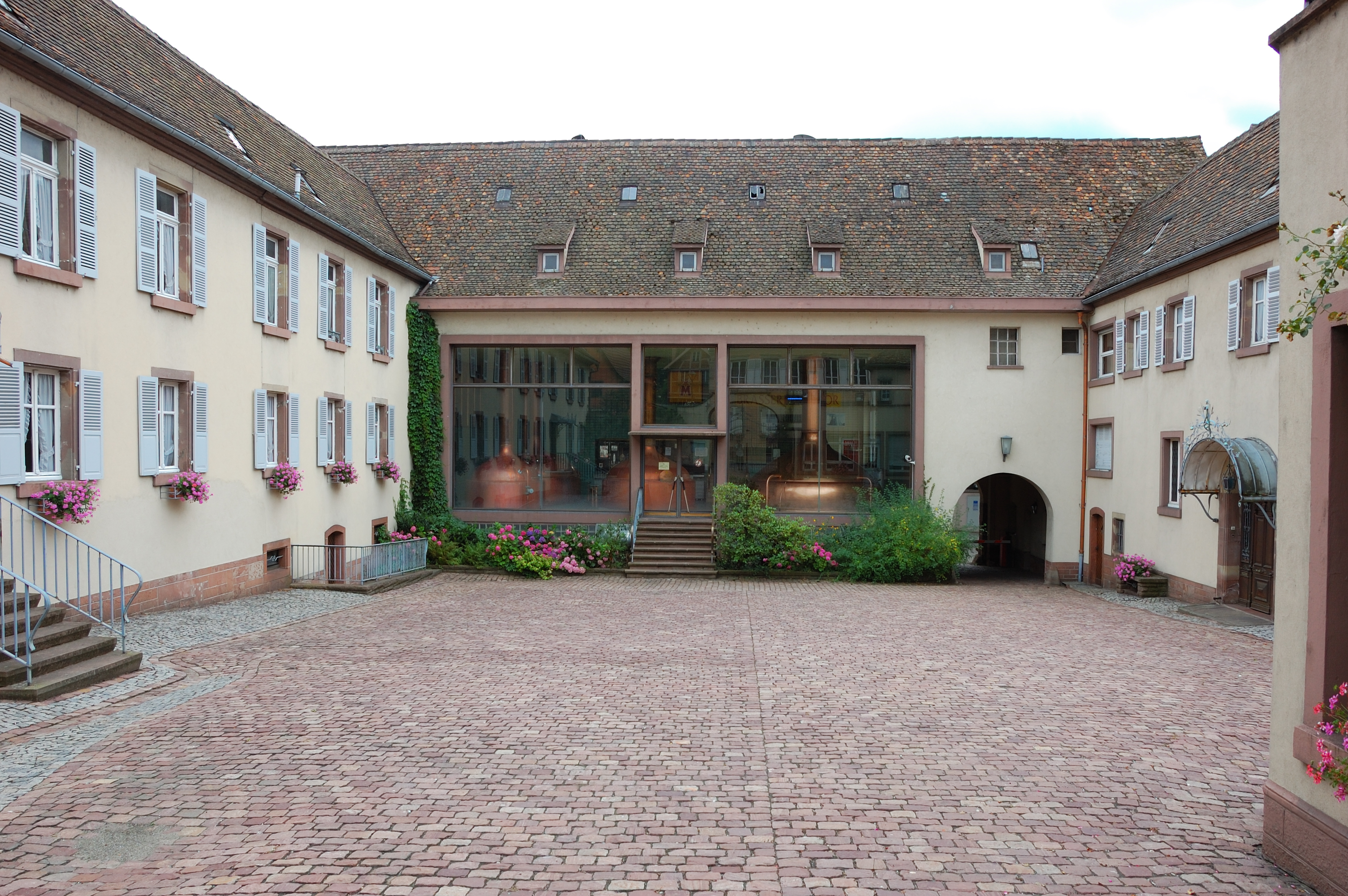
6 Rue du Général Lebocq, Hochfelden

Die Brasserie Meteor SA ist im elsässischen Hochfelden ansässig und wird seit sieben Generationen von der Familie Haag betrieben.

## Geschichte
Der erste Nachweis einer Brauerei in Hochfelden geht auf das Jahr 870 zurück, wo eine Brauerei der Mönche der Abtei Wissembourg in Hochhuzen genannt wird, dem alten Namen von Hochfelden. 1640 wurde von Jean Klein in Hochfelden eine Bierbrauerei an der Stelle gegründet, wo sich auch die aktuelle Brauerei Meteor befindet. Ihr Name war Brasserie de la Couronne (Brauerei zur Krone).
1844 wurde diese Brauerei von dem Brauer Martin Metzger aus Straßburg gekauft und später an seinen Sohn Alfred weitergegeben. Dessen einziges Kind, die Tochter Marie-Louise Metzger, heiratete 1898 Louis Haag, der aus einer Brauerfamilie stammte, die seit 1795 im 20 km entfernten Dorf Ingwiller Bier braute. Die Brauerei trug fortan den Namen „Metzger und Haag“.
Louis Haag übernahm nach dem Tode seines Schwiegervaters die Brauerei ganz, betrieb sie mit seinen Söhnen Frédéric und Alfred und nannte sie „Louis Haag, Metzger et compagnie“. 1925 schließlich erhielt die Brauerei den Namen „Meteor“.
Die Meteorbrauerei war die erste Brauerei Europas, die außerhalb Tschechiens „Pils“ (mit der Erlaubnis der Tschechischen Behörde) anbot. In den 1950er Jahren entwickelte sich die Brauerei weiter und überschritt 1966 schließlich die Marke von 200.000 Hektolitern.
1975 wurde Michel Haag Direktor der Brauerei, die 1990 die Marke von 400.000 Hektolitern erreichte. Die 500.000 Hektoliter-Marke wurde 2004 überschritten. Das Bier wird außer in Frankreich auch in Australien, der Schweiz, Italien, Großbritannien, den USA und in Japan vertrieben. Im Jahr 2019 erzielte Meteor einen Umsatz von   47.885.400,00 € mit 100 bis 199 Mitarbeitern. 2019 eröffnete die Brauerei ein großes Bierlokal Brasserie Le Meteor in Strasbourg. 2025 gab die Brauerei bekannt, dass sie in Zukunft das Bier Fischer brauen werden, da der bisherige Inhaber Heineken die Produktion aufgibt.

## Produkte
Stand: Oktober 2016
- Ackerland
- Bière de Printemps
- Bière Noël
- Blanche
- Fruitée
- Grand Malt
- Lager
- le Panaché du Brasseur
- Pils
- IPA
- Wendelinus Blonde
- Wendelinus Incencia
- Wendelinus Rossa
- Wendelinus Tenebris